# Mitropa
MITROPA, celým názvem MITROPA Mitteleuropäische Schlafwagen- und Speisewagen-Aktien-Gesellschaft, od roku 1994 MITROPA AG, byla společnost provozující lůžkové a jídelní vozy a provozující nádražní restaurace a dálniční motoresty. Zkratka „MITROPA“ je odvozena od „MITteleuROPäische Schlaf- und Speisewagen-Aktiengesellschaft“.

## Historie

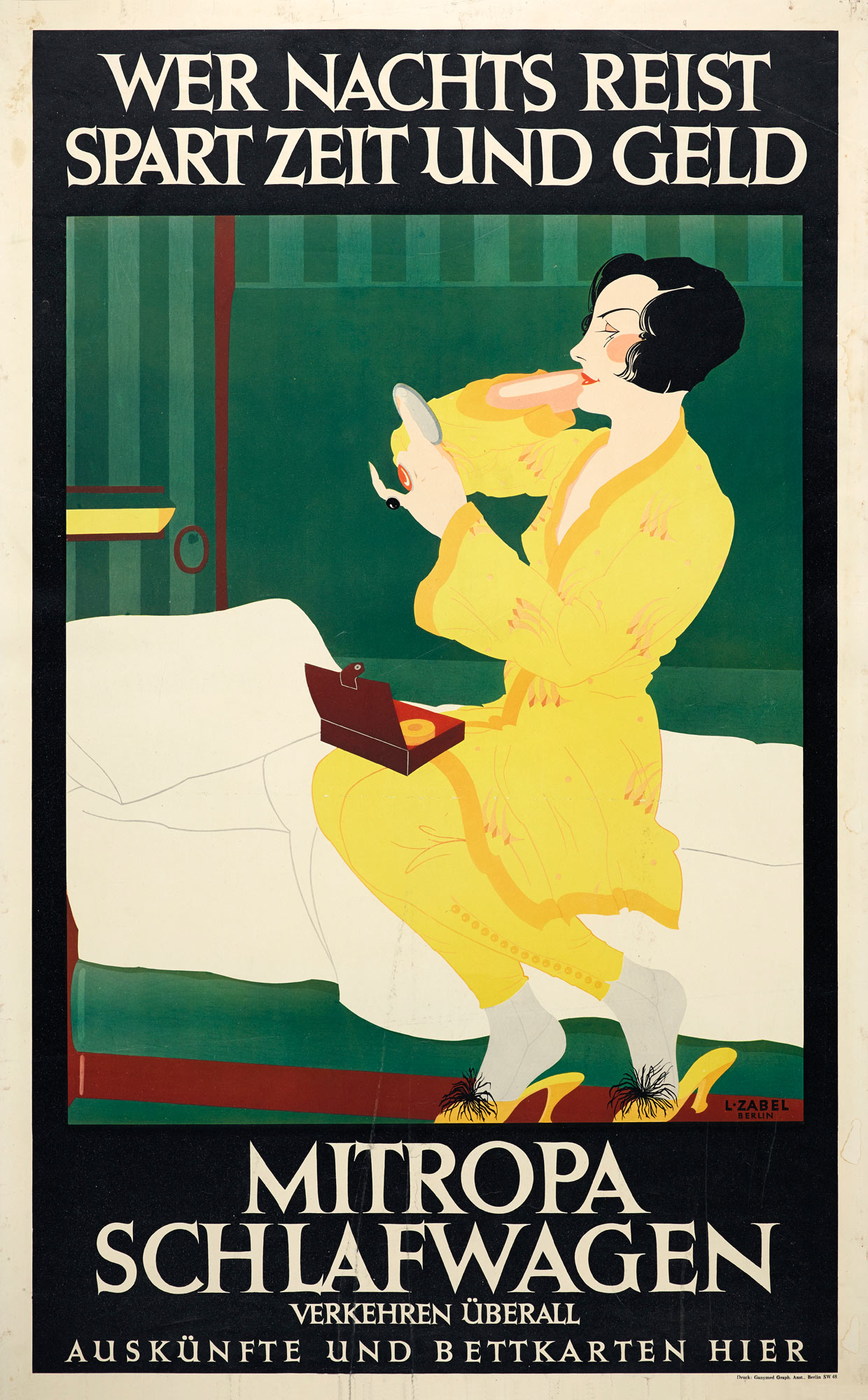
Plakát lůžkových vozů Mitropa (1928)

Společnost byla založena v roce 1916 během první světové války za účasti různých bank a železničních společností tehdejších Ústředních mocností. Záměrem bylo prolomit rozsáhlé monopolní postavení francouzské společnosti Compagnie Internationale des Wagons-Lits (CIWL) v provozu lůžkových a jídelních vozů a také luxusních vlak . V důsledku Versailleské smlouvy získala CIWL zpět svá předválečná práva a až na výjimky se MITROPA musela omezit na provoz lůžkových a jídelních vozů v Německé říši. Ve 20. letech 20. století byly téměř všechny akcie společnosti převedeny na Deutsche Reichsbahn.
Po roce 1945 byla MITROPA rozdělena mezi Východ a Západ. V Německé spolkové republice založila Deutsche Bundesbahn (DB) jako nástupnickou společnost německou společnost pro spací a jídelní vozy Deutsche Schlafwagen- und Speisewagengesellschaft (DSG), v Německé demokratické republice se pokračovalo pod značkou MITROPA.